# Єрмінь (апостол від сімдесяти)
Єрмій Далмаційний (грец. Ἑρμᾶς) входить до числа Сімдесяти учнів. Єпископ у Далмації. Зазвичай його ототожнюють з Гермесом, згаданим Павлом у Посланні до Римлян 16:14. Його вшановують 8 квітня разом з мучениками 4 січня – серед сімдесяти.

## Гімни
Тропар (Глас 1) 
Хвалімо в гімнах шестикратний хор апостолів:
Іродіон і Агав,
Руф, Асинкрит, Флегон і святий Гермес.
Вони завжди благають Трійцю за наші душі!
Кондак (Глас 2)
Ви стали учнями Христа
І всесвяті апостоли,
О славний Іродіон, Агав і Руф,
Асинкрит, Флегон і Гермес.
Завжди благай Господа
Дарувати прощення гріхів
Нам, співаючим тобі.
Кондак (Глас 4)
Як зорі, святі апостоли,
Ти освітлюєш шлях вірним світлом Святого Духа.
Ви розвіюєте темряву помилки, дивлячись на Бога-Слово!